# Zamek (Wieruszyce)
Zamek (273 m n.p.m.) – wzniesienie we wsi Wieruszyce w województwie małopolskim, w powiecie bocheńskim, w gminie Łapanów. Pod względem geograficznym znajduje się na Pogórzu Wiśnickim będącym częścią Pogórza Zachodniobeskidzkiego. Wzniesienie znajduje się na wysuniętym na wschód cyplu, nad lewym brzegiem rzeki Stradomka, która opływa go po południowej, wschodniej i północno-wschodniej stronie. Pomiędzy korytem rzeki a podnóżem wzniesienia Zamek biegnie okrążająca go z trzech stron droga z Ubrzeży do Sobolowa, u południowo-wschodniego podnóża Zamku odgałęzia się od niej droga do Cichawki. Wysokość względna Zamku nad korytem Stradomki (220 m n.p.m.) wynosi około 53 m.
Zamek jest w większości porośnięty lasem, ale na jego wierzchowinie są także pola uprawne. Na jego szczycie znajdował się obronny Dwór w Wieruszycach. Obecnie jest własnością prywatną i nie jest dostępny do zwiedzania.